# Il sesso forte
Il sesso forte è stato un programma televisivo italiano di genere quiz, trasmesso sulla Rete 2 della Rai (l'attuale Rai 2) dal 29 maggio al 16 ottobre 1978, per 22 puntate di circa 35 minuti ciascuna, condotto da Enrica Bonaccorti e Michele Gammino.
Il quiz era il primo adattamento italiano del format americano The Better Sex andato in onda sulla ABC negli Stati Uniti dal 1977 al 1978. Nel 1995, il programma è stato riproposto su Rete 4 con il titolo Adamo contro Eva condotto da Gerry Scotti andando in onda dal 2 ottobre al 3 novembre.

## Il programma
Il programma consisteva in una sfida fra uomini e donne (sei per ogni gruppo), ai quali venivano sottoposte domande di cultura generale. Lo scopo era quello di attestare quale, tra i due gruppi fosse appunto, quello più forte.
Il meccanismo del gioco si svolgeva nel seguente modo. Il conduttore poneva una domanda di cultura generale alle due squadre; il concorrente di turno aveva un bigliettino con due risposte alla domanda, di cui una era quella esatta, e ne leggeva una soltanto alla squadra avversaria, i cui componenti dovevano cercare di indovinare se fosse la risposta esatta o meno. Coloro che non indovinavano, venivano eliminati; in caso di risposta corretta, invece, venivano eliminati colui che leggeva la domanda e un suo compagno di squadra, a scelta degli avversari.